# 8e étape du Tour de France 2021
Pour un article plus général, voir Tour de France 2021.
La 8e étape du Tour de France 2021 se déroule le samedi 3 juillet 2021 entre Oyonnax et Le Grand-Bornand, sur une distance de 150,8 kilomètres. C'est la première des deux étapes alpines de cette édition. Elle voit  Tadej Pogačar prendre le maillot jaune à Mathieu van der Poel.

## Parcours

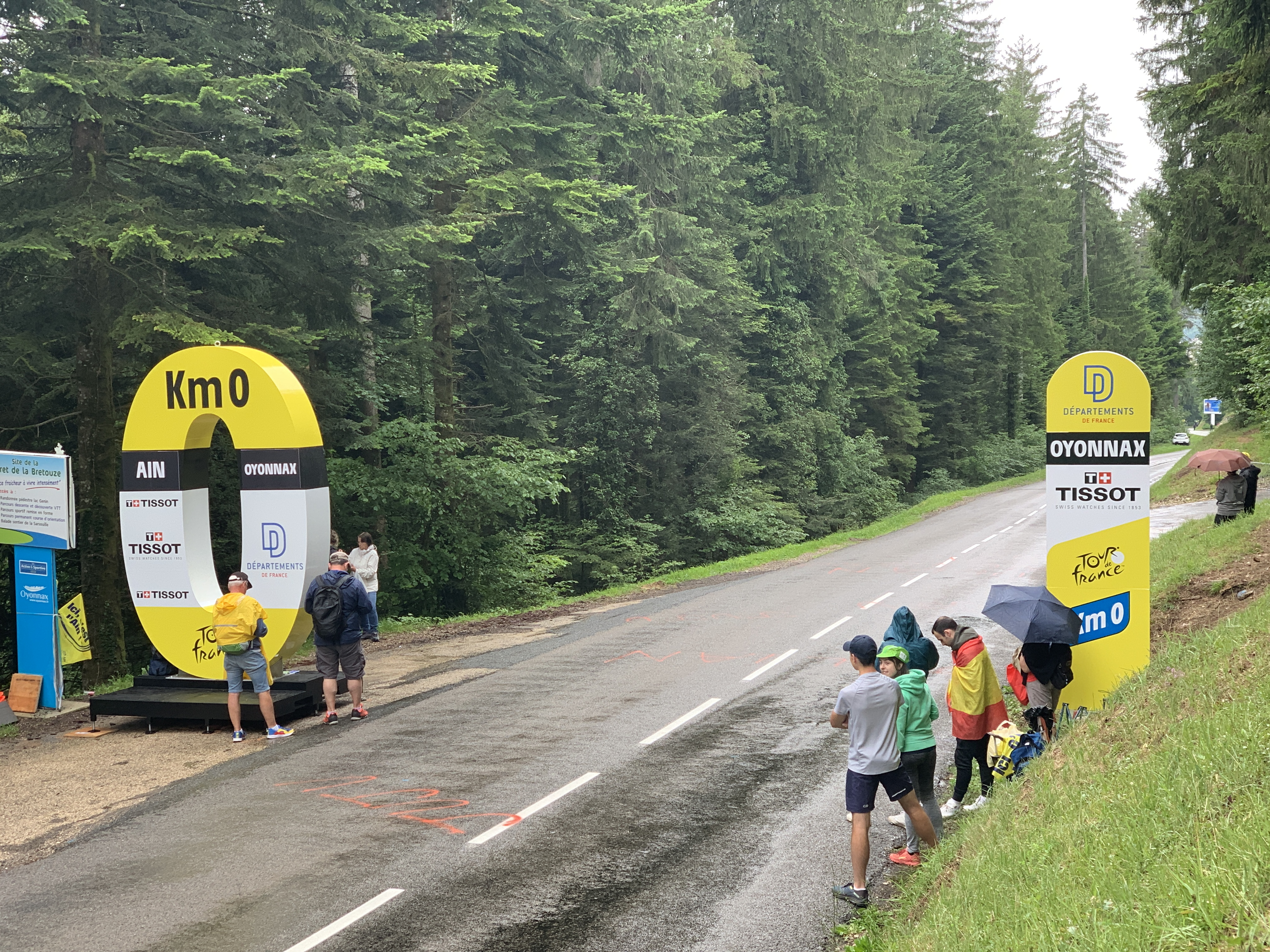
Emplacement du départ réel.

L'étape se déroule dans deux départements, l'Ain puis la Haute-Savoie. Un sprint intermédiaire est disputé à Frangy, l'un des points les moins élevés du parcours. Cinq montées sont répertoriées : la côte de Copponex à 731 m d'altitude (3e catégorie), celle de Menthonnex-en-Bornes à 810 m (4e catégorie), celle de Mont-Saxonnex à 960 m (1re catégorie, 5,7 km à 8,3 %), puis le col de Romme à 1 297 m (1re catégorie, 8,8 km à 8,9 %) et enfin, après Le Reposoir, le col de la Colombière à 1 618 m (1re catégorie, 7,5 km à 8,5 %). Après ce dernier col, les coureurs doivent descendre pendant 14,7 km jusqu'à l'arrivée au Grand-Bornand.

## Déroulement de la course
L'étape se déroule dans la fraîcheur et en partie sous la pluie. Geraint Thomas et Primož Roglič sont rapidement distancés, les deux coureurs ayant chuté lors de la 3e étape. Sonny Colbrelli remporte le sprint intermédiaire et une échappée se dessine à 100 km de l'arrivée, comprenant notamment Nairo Quintana, Guillaume Martin et Dylan Teuns. Seul à l'avant, Wout Poels franchit les premiers cols en tête, à la conquête du maillot à pois.
Dans la montée du col de Romme, le maillot jaune Mathieu van der Poel craque à 33 km de l'arrivée, puis c'est Wout van Aert qui est distancé. Juste après, Tadej Pogačar  accélère, à la sortie de Nancy-sur-Cluses. Il est suivi par Richard Carapaz, mais il le distance au bout de 500 m. Autres coureurs d'Ineos, Richie Porte et Tao Geoghegan Hart n'ont pu suivre le rythme. Le Slovène rattrape un par un les coureurs de l'échappée, celle-ci ayant éclaté.
Michael Woods passe en  tête le col de Romme, mais dans le col de la Colombière, il est rattrapé puis distancé par Dylan Teuns, qui s'était extirpé de l'échappée. Teuns sera le seul à ne pas être repris par Pogačar : il précède le Slovène de quinze secondes au col de la Colombière. Il accentue son avance dans la descente finale, alors que Woods et Izagirre rattrapent Pogačar . Au Grand-Bornand, Dylan Teuns s'impose en solitaire. 4e de l'étape, Pogačar  prend le maillot jaune.

## Résultats

### Classement de l'étape
| Classement de la 8e étape | Classement de la 8e étape | Classement de la 8e étape | Classement de la 8e étape | Classement de la 8e étape |
|                           | Coureur                   | Pays                      | Équipe                    | Temps                     |
| ------------------------- | ------------------------- | ------------------------- | ------------------------- | ------------------------- |
| 1er                       | Dylan Teuns               | Belgique                  | Bahrain Victorious        | en 3 h 54 min 41 s        |
| 2e                        | Ion Izagirre              | Espagne                   | Astana-Premier Tech       | + 44 s                    |
| 3e                        | Michael Woods             | Canada                    | Israel Start-Up Nation    | + 47 s                    |
| 4e                        | Tadej Pogačar             | Slovénie                  | UAE Team Emirates         | + 49 s                    |
| 5e                        | Wout Poels                | Pays-Bas                  | Bahrain Victorious        | + 2 min 33 s              |
| 6e                        | Simon Yates               | Royaume-Uni               | Team BikeExchange         | + 2 min 43 s              |
| 7e                        | Aurélien Paret-Peintre    | France                    | AG2R Citroën              | + 3 min 3 s               |
| 8e                        | Guillaume Martin          | France                    | Cofidis                   | + 3 min 3 s               |
| 9e                        | Mattia Cattaneo           | Italie                    | Deceuninck-Quick Step     | + 4 min 7 s               |
| 10e                       | Jonas Vingegaard          | Danemark                  | Jumbo-Visma               | + 4 min 9 s               |
| modifier                  |                           |                           |                           |                           |

### Points attribués
| Sprint intermédiaire Frangy (km 44,8) | Sprint intermédiaire Frangy (km 44,8) | Sprint intermédiaire Frangy (km 44,8) | Sprint intermédiaire Frangy (km 44,8) | Sprint intermédiaire Frangy (km 44,8) |
| ------------------------------------- | ------------------------------------- | ------------------------------------- | ------------------------------------- | ------------------------------------- |
|                                       | Coureur                               | Pays                                  | Équipe                                | Point(s)                              |
| 1er                                   | Sonny Colbrelli                       | Italie                                | Bahrain Victorious                    | 20                                    |
| 2e                                    | Michael Matthews                      | Australie                             | Team BikeExchange                     | 17                                    |
| 3e                                    | Fred Wright                           | Royaume-Uni                           | Bahrain Victorious                    | 15                                    |
| 4e                                    | Luka Mezgec                           | Slovénie                              | Team BikeExchange                     | 13                                    |
| 5e                                    | Matej Mohorič                         | Slovénie                              | Bahrain Victorious                    | 11                                    |
| 6e                                    | Kasper Asgreen                        | Danemark                              | Deceuninck-Quick Step                 | 10                                    |
| 7e                                    | Alex Aranburu                         | Espagne                               | Astana-Premier Tech                   | 9                                     |
| 8e                                    | Søren Kragh Andersen                  | Danemark                              | Team DSM                              | 8                                     |
| 9e                                    | Julien Bernard                        | France                                | Trek-Segafredo                        | 7                                     |
| 10e                                   | Pierre-Luc Périchon                   | France                                | Cofidis                               | 6                                     |
| 11e                                   | Connor Swift                          | Royaume-Uni                           | Arkéa-Samsic                          | 5                                     |
| 12e                                   | Tao Geoghegan Hart                    | Royaume-Uni                           | Ineos Grenadiers                      | 4                                     |
| 13e                                   | Davide Formolo                        | Italie                                | UAE Team Emirates                     | 3                                     |
| 14e                                   | Tadej Pogačar                         | Slovénie                              | UAE Team Emirates                     | 2                                     |
| 15e                                   | Brandon McNulty                       | États-Unis                            | UAE Team Emirates                     | 1                                     |
| modifier                              |                                       |                                       |                                       |                                       |

| Arrivée d'étape Le Grand-Bornand (km 150,8) | Arrivée d'étape Le Grand-Bornand (km 150,8) | Arrivée d'étape Le Grand-Bornand (km 150,8) | Arrivée d'étape Le Grand-Bornand (km 150,8) | Arrivée d'étape Le Grand-Bornand (km 150,8) |
| ------------------------------------------- | ------------------------------------------- | ------------------------------------------- | ------------------------------------------- | ------------------------------------------- |
|                                             | Coureur                                     | Pays                                        | Équipe                                      | Point(s)                                    |
| 1er                                         | Dylan Teuns                                 | Belgique                                    | Bahrain Victorious                          | 20                                          |
| 2e                                          | Ion Izagirre                                | Espagne                                     | Astana-Premier Tech                         | 17                                          |
| 3e                                          | Michael Woods                               | Canada                                      | Israel Start-Up Nation                      | 15                                          |
| 4e                                          | Tadej Pogačar                               | Slovénie                                    | UAE Team Emirates                           | 13                                          |
| 5e                                          | Wout Poels                                  | Pays-Bas                                    | Bahrain Victorious                          | 11                                          |
| 6e                                          | Simon Yates                                 | Royaume-Uni                                 | Team BikeExchange                           | 10                                          |
| 7e                                          | Aurélien Paret-Peintre                      | France                                      | AG2R Citroën                                | 9                                           |
| 8e                                          | Guillaume Martin                            | France                                      | Cofidis                                     | 8                                           |
| 9e                                          | Mattia Cattaneo                             | Italie                                      | Deceuninck-Quick Step                       | 7                                           |
| 10e                                         | Jonas Vingegaard                            | Danemark                                    | Jumbo-Visma                                 | 6                                           |
| 11e                                         | Alexey Lutsenko                             | Kazakhstan                                  | Astana-Premier Tech                         | 5                                           |
| 12e                                         | Enric Mas                                   | Espagne                                     | Movistar                                    | 4                                           |
| 13e                                         | Richard Carapaz                             | Équateur                                    | Ineos Grenadiers                            | 3                                           |
| 14e                                         | Rigoberto Urán                              | Colombie                                    | EF Education-Nippo                          | 2                                           |
| 15e                                         | David Gaudu                                 | France                                      | Groupama-FDJ                                | 1                                           |
| modifier                                    |                                             |                                             |                                             |                                             |

### Bonifications en temps
|   | Coureur       | Pays     | Équipe                 | Secondes |
| - | ------------- | -------- | ---------------------- | -------- |
| 1 | Dylan Teuns   | Belgique | Bahrain Victorious     | 8 s      |
| 2 | Tadej Pogačar | Slovénie | UAE Team Emirates      | 5 s      |
| 3 | Michael Woods | Canada   | Israel Start-Up Nation | 2 s      |

|   | Coureur       | Pays     | Équipe                 | Secondes |
| - | ------------- | -------- | ---------------------- | -------- |
| 1 | Dylan Teuns   | Belgique | Bahrain Victorious     | 10 s     |
| 2 | Ion Izagirre  | Espagne  | Astana-Premier Tech    | 6 s      |
| 3 | Michael Woods | Canada   | Israel Start-Up Nation | 4 s      |

### Cols et côtes
| Côte de Copponex (km 61,9) 3e catégorie (6,5 km à 4,4 %) | Côte de Copponex (km 61,9) 3e catégorie (6,5 km à 4,4 %) | Côte de Copponex (km 61,9) 3e catégorie (6,5 km à 4,4 %) | Côte de Copponex (km 61,9) 3e catégorie (6,5 km à 4,4 %) | Côte de Copponex (km 61,9) 3e catégorie (6,5 km à 4,4 %) |
| -------------------------------------------------------- | -------------------------------------------------------- | -------------------------------------------------------- | -------------------------------------------------------- | -------------------------------------------------------- |
|                                                          | Coureur                                                  | Pays                                                     | Équipe                                                   | Point(s)                                                 |
| 1er                                                      | Wout Poels                                               | Pays-Bas                                                 | Bahrain Victorious                                       | 2                                                        |
| 2e                                                       | Kenny Elissonde                                          | France                                                   | Trek-Segafredo                                           | 1                                                        |
| modifier                                                 |                                                          |                                                          |                                                          |                                                          |

| Côte de Menthonnex-en-Bornes (km 72,5) 4e catégorie (2,7 km à 4,9 %) | Côte de Menthonnex-en-Bornes (km 72,5) 4e catégorie (2,7 km à 4,9 %) | Côte de Menthonnex-en-Bornes (km 72,5) 4e catégorie (2,7 km à 4,9 %) | Côte de Menthonnex-en-Bornes (km 72,5) 4e catégorie (2,7 km à 4,9 %) | Côte de Menthonnex-en-Bornes (km 72,5) 4e catégorie (2,7 km à 4,9 %) |
| -------------------------------------------------------------------- | -------------------------------------------------------------------- | -------------------------------------------------------------------- | -------------------------------------------------------------------- | -------------------------------------------------------------------- |
|                                                                      | Coureur                                                              | Pays                                                                 | Équipe                                                               | Point(s)                                                             |
| 1er                                                                  | Wout Poels                                                           | Pays-Bas                                                             | Bahrain Victorious                                                   | 1                                                                    |
| modifier                                                             |                                                                      |                                                                      |                                                                      |                                                                      |

| Côte de Mont-Saxonnex (km 104) 1re catégorie (5,7 km à 8,3 %) | Côte de Mont-Saxonnex (km 104) 1re catégorie (5,7 km à 8,3 %) | Côte de Mont-Saxonnex (km 104) 1re catégorie (5,7 km à 8,3 %) | Côte de Mont-Saxonnex (km 104) 1re catégorie (5,7 km à 8,3 %) | Côte de Mont-Saxonnex (km 104) 1re catégorie (5,7 km à 8,3 %) |
| ------------------------------------------------------------- | ------------------------------------------------------------- | ------------------------------------------------------------- | ------------------------------------------------------------- | ------------------------------------------------------------- |
|                                                               | Coureur                                                       | Pays                                                          | Équipe                                                        | Point(s)                                                      |
| 1er                                                           | Wout Poels                                                    | Pays-Bas                                                      | Bahrain Victorious                                            | 10                                                            |
| 2e                                                            | Aurélien Paret-Peintre                                        | France                                                        | AG2R Citroën                                                  | 8                                                             |
| 3e                                                            | Sepp Kuss                                                     | États-Unis                                                    | Jumbo-Visma                                                   | 6                                                             |
| 4e                                                            | Guillaume Martin                                              | France                                                        | Cofidis                                                       | 4                                                             |
| 5e                                                            | Dylan Teuns                                                   | Belgique                                                      | Bahrain Victorious                                            | 2                                                             |
| 6e                                                            | Kenny Elissonde                                               | France                                                        | Trek-Segafredo                                                | 1                                                             |
| modifier                                                      |                                                               |                                                               |                                                               |                                                               |

| Col de Romme (km 122,1) 1re catégorie (8,8 km à 8,9 %) | Col de Romme (km 122,1) 1re catégorie (8,8 km à 8,9 %) | Col de Romme (km 122,1) 1re catégorie (8,8 km à 8,9 %) | Col de Romme (km 122,1) 1re catégorie (8,8 km à 8,9 %) | Col de Romme (km 122,1) 1re catégorie (8,8 km à 8,9 %) |
| ------------------------------------------------------ | ------------------------------------------------------ | ------------------------------------------------------ | ------------------------------------------------------ | ------------------------------------------------------ |
|                                                        | Coureur                                                | Pays                                                   | Équipe                                                 | Point(s)                                               |
| 1er                                                    | Michael Woods                                          | Canada                                                 | Israel Start-Up Nation                                 | 10                                                     |
| 2e                                                     | Wout Poels                                             | Pays-Bas                                               | Bahrain Victorious                                     | 8                                                      |
| 3e                                                     | Nairo Quintana                                         | Colombie                                               | Arkéa-Samsic                                           | 6                                                      |
| 4e                                                     | Guillaume Martin                                       | France                                                 | Cofidis                                                | 4                                                      |
| 5e                                                     | Simon Yates                                            | Royaume-Uni                                            | Team BikeExchange                                      | 2                                                      |
| 6e                                                     | Mattia Cattaneo                                        | Italie                                                 | Deceuninck-Quick Step                                  | 1                                                      |
| modifier                                               |                                                        |                                                        |                                                        |                                                        |

| Col de la Colombière (km 136,1) 1re catégorie (7,5 km à 8,5 %) | Col de la Colombière (km 136,1) 1re catégorie (7,5 km à 8,5 %) | Col de la Colombière (km 136,1) 1re catégorie (7,5 km à 8,5 %) | Col de la Colombière (km 136,1) 1re catégorie (7,5 km à 8,5 %) | Col de la Colombière (km 136,1) 1re catégorie (7,5 km à 8,5 %) |
| -------------------------------------------------------------- | -------------------------------------------------------------- | -------------------------------------------------------------- | -------------------------------------------------------------- | -------------------------------------------------------------- |
|                                                                | Coureur                                                        | Pays                                                           | Équipe                                                         | Point(s)                                                       |
| 1er                                                            | Dylan Teuns                                                    | Belgique                                                       | Bahrain Victorious                                             | 10                                                             |
| 2e                                                             | Tadej Pogačar                                                  | Slovénie                                                       | UAE Team Emirates                                              | 8                                                              |
| 3e                                                             | Michael Woods                                                  | Canada                                                         | Israel Start-Up Nation                                         | 6                                                              |
| 4e                                                             | Ion Izagirre                                                   | Espagne                                                        | Astana-Premier Tech                                            | 4                                                              |
| 5e                                                             | Wout Poels                                                     | Pays-Bas                                                       | Bahrain Victorious                                             | 2                                                              |
| 6e                                                             | Simon Yates                                                    | Royaume-Uni                                                    | Team BikeExchange                                              | 1                                                              |
| modifier                                                       |                                                                |                                                                |                                                                |                                                                |

### Prix de la combativité
- Wout Poels (Bahrain Victorious)

## Classements à l'issue de l'étape

### Classement général
| Classement général | Classement général | Classement général | Classement général  | Classement général  |
|                    | Coureur            | Pays               | Équipe              | Temps               |
| ------------------ | ------------------ | ------------------ | ------------------- | ------------------- |
| 1er                | Tadej Pogačar      | Slovénie           | UAE Team Emirates   | en 29 h 38 min 25 s |
| 2e                 | Wout van Aert      | Belgique           | Jumbo-Visma         | + 1 min 48 s        |
| 3e                 | Alexey Lutsenko    | Kazakhstan         | Astana-Premier Tech | + 4 min 38 s        |
| 4e                 | Rigoberto Urán     | Colombie           | EF Education-Nippo  | + 4 min 46 s        |
| 5e                 | Jonas Vingegaard   | Danemark           | Jumbo-Visma         | + 5 min 0 s         |
| 6e                 | Richard Carapaz    | Équateur           | Ineos Grenadiers    | + 5 min 1 s         |
| 7e                 | Wilco Kelderman    | Pays-Bas           | Bora-Hansgrohe      | + 5 min 13 s        |
| 8e                 | Enric Mas          | Espagne            | Movistar            | + 5 min 15 s        |
| 9e                 | David Gaudu        | France             | Groupama-FDJ        | + 5 min 52 s        |
| 10e                | Pello Bilbao       | Espagne            | Bahrain Victorious  | + 6 min 41 s        |
| modifier           |                    |                    |                     |                     |

| Classement par points | Classement par points | Classement par points | Classement par points | Classement par points |
| --------------------- | --------------------- | --------------------- | --------------------- | --------------------- |
|                       | Coureur               | Pays                  | Équipe                | Point(s)              |
| 1er                   | Mark Cavendish        | Royaume-Uni           | Deceuninck-Quick Step | 168 points            |
| 2e                    | Michael Matthews      | Australie             | Team BikeExchange     | 113 pts               |
| 3e                    | Mathieu van der Poel  | Pays-Bas              | Alpecin-Fenix         | 103 pts               |
| 4e                    | Jasper Philipsen      | Belgique              | Alpecin-Fenix         | 102 pts               |
| 5e                    | Nacer Bouhanni        | France                | Arkéa-Samsic          | 99 pts                |
| 6e                    | Sonny Colbrelli       | Italie                | Bahrain Victorious    | 86 pts                |
| 7e                    | Julian Alaphilippe    | France                | Deceuninck-Quick Step | 84 pts                |
| 8e                    | Tadej Pogačar         | Slovénie              | UAE Team Emirates     | 79 pts                |
| 9e                    | Peter Sagan           | Slovaquie             | Bora-Hansgrohe        | 72 pts                |
| 10e                   | Matej Mohorič         | Slovénie              | Bahrain Victorious    | 62 pts                |
| modifier              |                       |                       |                       |                       |

| Classement du meilleur grimpeur | Classement du meilleur grimpeur | Classement du meilleur grimpeur | Classement du meilleur grimpeur | Classement du meilleur grimpeur |
| ------------------------------- | ------------------------------- | ------------------------------- | ------------------------------- | ------------------------------- |
|                                 | Coureur                         | Pays                            | Équipe                          | Point(s)                        |
| 1er                             | Wout Poels                      | Pays-Bas                        | Bahrain Victorious              | 23 points                       |
| 2e                              | Michael Woods                   | Canada                          | Israel Start-Up Nation          | 16 pts                          |
| 3e                              | Dylan Teuns                     | Belgique                        | Bahrain Victorious              | 12 pts                          |
| 4e                              | Matej Mohorič                   | Slovénie                        | Bahrain Victorious              | 11 pts                          |
| 5e                              | Tadej Pogačar                   | Slovénie                        | UAE Team Emirates               | 10 pts                          |
| 6e                              | Guillaume Martin                | France                          | Cofidis                         | 8 pts                           |
| 7e                              | Aurélien Paret-Peintre          | France                          | AG2R Citroën                    | 8 pts                           |
| 8e                              | Nairo Quintana                  | Colombie                        | Arkéa-Samsic                    | 6 pts                           |
| 9e                              | Sepp Kuss                       | États-Unis                      | Jumbo-Visma                     | 6 pts                           |
| 10e                             | Ide Schelling                   | Pays-Bas                        | Bora-Hansgrohe                  | 5 pts                           |
| modifier                        |                                 |                                 |                                 |                                 |

| Classement général du meilleur jeune | Classement général du meilleur jeune | Classement général du meilleur jeune | Classement général du meilleur jeune | Classement général du meilleur jeune |
|                                      | Coureur                              | Pays                                 | Équipe                               | Temps                                |
| ------------------------------------ | ------------------------------------ | ------------------------------------ | ------------------------------------ | ------------------------------------ |
| 1er                                  | Tadej Pogačar                        | Slovénie                             | UAE Team Emirates                    | en 29 h 38 min 25 s                  |
| 2e                                   | Jonas Vingegaard                     | Danemark                             | Jumbo-Visma                          | + 5 min 0 s                          |
| 3e                                   | David Gaudu                          | France                               | Groupama-FDJ                         | + 5 min 52 s                         |
| 4e                                   | Aurélien Paret-Peintre               | France                               | AG2R Citroën                         | + 7 min 33 s                         |
| 5e                                   | Lucas Hamilton                       | Australie                            | Team BikeExchange                    | + 31 min 48 s                        |
| 6e                                   | Mark Donovan                         | Royaume-Uni                          | Team DSM                             | + 35 min 20 s                        |
| 7e                                   | Sergio Higuita                       | Colombie                             | EF Education-Nippo                   | + 37 min 9 s                         |
| 8e                                   | Neilson Powless                      | États-Unis                           | EF Education-Nippo                   | + 45 min 8 s                         |
| 9e                                   | Brent Van Moer                       | Belgique                             | Lotto-Soudal                         | + 46 min 28 s                        |
| 10e                                  | Dorian Godon                         | France                               | AG2R Citroën                         | + 47 min 26 s                        |
| modifier                             |                                      |                                      |                                      |                                      |

| Classement par équipes | Classement par équipes | Classement par équipes | Classement par équipes |
|                        | Équipe                 | Pays                   | Temps                  |
| ---------------------- | ---------------------- | ---------------------- | ---------------------- |
| 1re                    | Bahrain Victorious     | Bahreïn                | en 89 h 3 min 4 s      |
| 2e                     | Astana-Premier Tech    | Kazakhstan             | + 15 min 34 s          |
| 3e                     | Jumbo-Visma            | Pays-Bas               | + 18 min 27 s          |
| 4e                     | AG2R Citroën           | France                 | + 25 min 12 s          |
| 5e                     | Ineos Grenadiers       | Royaume-Uni            | + 28 min 49 s          |
| 6e                     | Trek-Segafredo         | États-Unis             | + 38 min 31 s          |
| 7e                     | Team BikeExchange      | Australie              | + 39 min 12 s          |
| 8e                     | EF Education-Nippo     | États-Unis             | + 44 min 21 s          |
| 9e                     | Deceuninck-Quick Step  | Belgique               | + 47 min 21 s          |
| 10e                    | UAE Team Emirates      | Émirats arabes unis    | + 53 min 9 s           |
| modifier               |                        |                        |                        |

## Abandons
Aucun abandon